# Mrlina
 (décembre 2014).
Si vous disposez d'ouvrages ou d'articles de référence ou si vous connaissez des sites web de qualité traitant du thème abordé ici, merci de compléter l'article en donnant les références utiles à sa vérifiabilité et en les liant à la section « Notes et références ».
La Mrlina est une rivière de Tchéquie de 50 km de long qui coule dans la région de Hradec Králové. Elle est un affluent de l'Elbe.